# Danny Wilson
Danny Wilson, född 27 december 1991 i Livingston, är en skotsk fotbollsspelare (försvarare) som spelar för Colorado Rapids.

## Klubbkarriär
Wilson skrev sitt första professionella kontrakt med moderklubben Rangers FC 2007. Innan dess var han lagkapten i klubbens ungdomslag och gjorde A-lagsdebut i oktober 2009. Säsongen 2008-2009 var Wilson vid flera tillfällen uttagen i A-lagets matchtrupp utan att användas, bland annat i finalen av skotska cupen. Drygt en vecka efter att han gjort sin A-lagsdebut blev Wilson Rangers yngsta spelare någonsin att spela en match i Champions League när han spelade från start mot Unirea Urziceni i november 2009. Under sin första säsong med A-laget spelade Wilson 24 matcher (varav 15 i ligan) och gjorde ett mål. Rangers vann ligan och Wilson blev utsedd till ligans bästa unga spelare.
Den 20 juli 2010 bekräftade Liverpool FC på sin officiella hemsida att de nått en överenskommelse med Rangers angående Wilsons övergång till den engelska storklubben. Han debuterade i Liverpool i ligacupmötet med Northampton den 22 september samma år.
Den 29 januari 2018 värvades Wilson av Colorado Rapids, där han skrev på ett treårskontrakt. Den 14 december 2020 förlängde Wilson sitt kontrakt i klubben med två år.

## Landslagskarriär
Efter att ha representerat Skottland på U17-, U19- och U21-nivå blev Wilson uppkallad till det skotska A-landslaget för första gången den 11 november 2010 inför träningslandskampen mot Färöarna fem dagar senare. Wilson startade matchen och gjorde ett mål innan han blev utbytt efter cirka en timmes spel.